# Devon rex
A devon rex a házi macska egy tenyésztett változata. Jellegzetessége a rövidebb szőr miatt nagy szemek, óriási fülek, hosszú, karcsú nyak, hosszabb lábujjak. A devon rex ragaszkodó, igényli az emberi társaságot.

## Eredete

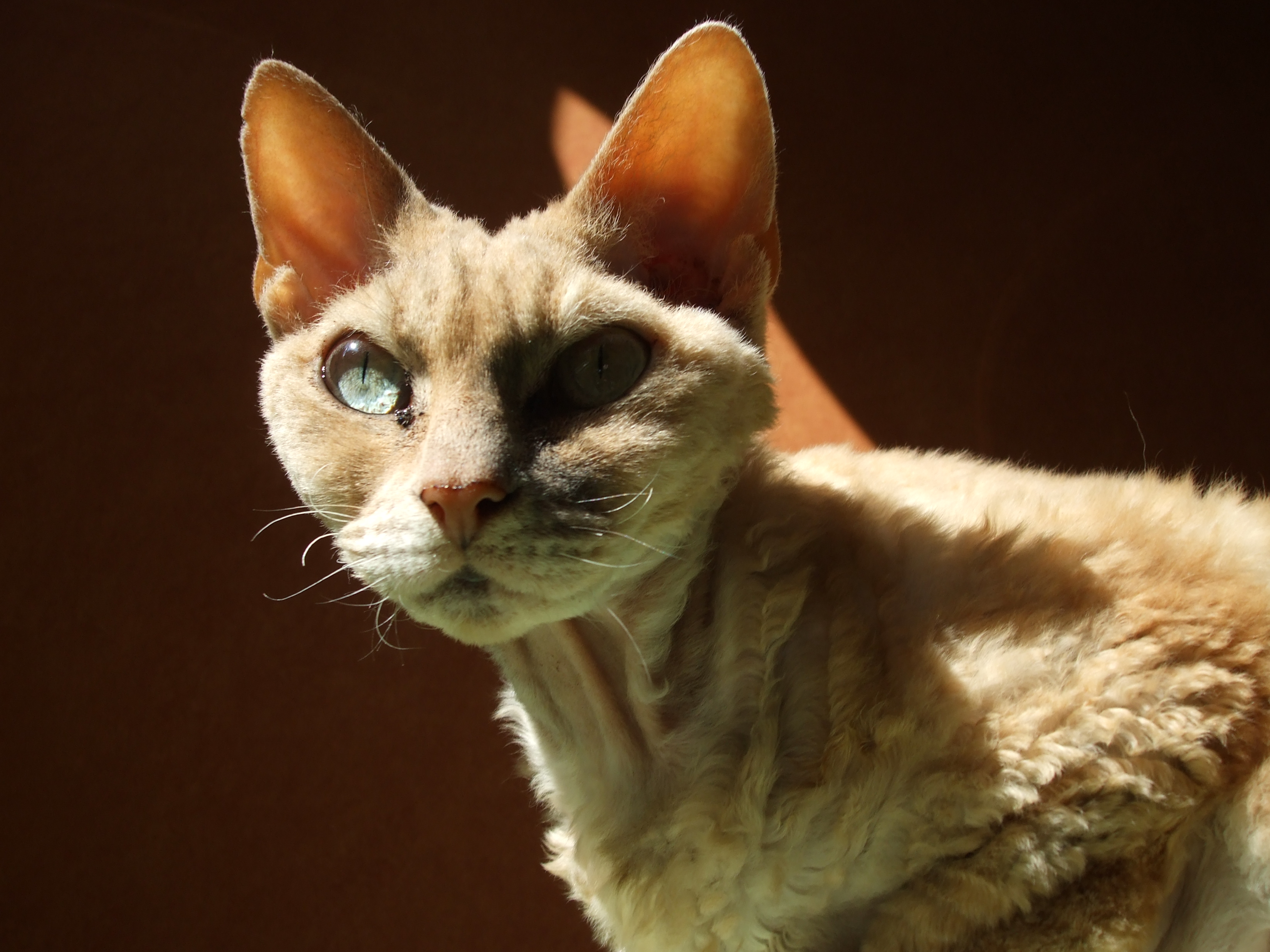

A devon rex egy természetes mutációnak köszönheti eredetét, mely Devonban tűnt fel a nem fajtatiszta macskák körében. Kirlee, akit az első devon rex macskaként tartanak számon, 1959. július 15-én látta meg a napvilágot, ő volt az egyedüli göndör szőrű kiscica nem fajtatiszta anyja almában. Apja ismeretlen, de egy nagy fekete macska farkán lógó fürtökkel lakott a helyi ónbányában, és feltételezhető, hogy ő volt Kirlee apja. Ez az elmélet beigazolódni látszott, mikor Kirlee-ről később kiderült, hogy hosszú szőrű géneket hordoz.
Stirling-Webb úr híres bíró és macskatenyésztő volt, aki összehozta tenyésztőtársait, hogy utolsó kísérletet tegyenek a rex macskák mint macskafajta létrehozására az országban. Azt követően, hogy Kirlee-t két cornish rex változatú nősténnyel pároztatták (normális bundájú nőstények, melyek hordozzák a cornish rex gént), és ebből csak normális rövid szőrű és félig hosszú szőrű kiscicák születtek, felmerült a kérdés, hogy Kirlee vajon tényleg ugyanannak a mutációnak az eredményeképpen jött-e létre. További tenyésztésekre nem került sor Kirlee-vel, ameddig az egyetlen cornish rex nőstény kiscica, melyet a csoport egyik tagjával pároztattak, nem lett elég idős ahhoz, hogy vele pároztassák.
Broughton Purly Queent, egy krém és fehér cicát pároztattak Kirlee-vel 1961-ben, melyből egy alom normális szőrű cica született, minden kétséget kizáróan bebizonyítva, hogy Kirlee egy teljesen különböző és összeférhetetlen mutáció eredményeként született. A két rexmutáció aztán egymástól függetlenül fejlődött, de mivel ritka volt a tenyészállomány és a tenyésztők nem szívesen vettek részt ebben a korai szakaszban, szükségessé vált a változatok felhasználása, melyek Kirlee három cornish rex-i almából származtak, valamint néhány más változatú almok használata is, melyek fajtatiszta rövid szőrű nősténymacskák és Kirlee párzásából keletkeztek. Ennek következtében a világon minden devon rex-i macska jelentős számú cornish rex őssel rendelkezik. Semmilyen más rexmutációt nem találtak összeegyeztethetőnek a devon rexszel.

## Megjelenés
A devon rex mutáció hatása nemcsak a bunda összetételét változtatta meg, hanem a házi macska jellemzőit is kihangsúlyozta, egy olyan állatot hozva létre, amelynek teste hosszabb, sokkal izmosabb és fürgébb, mint az ősei, és melynek hosszú hátsó lábai vannak. Egyedülálló fejformája van, és fülmérete az átlagosnál is nagyobb, lent nagyon széles, elkeskenyedik, végei lekerekítettek, és egymástól nagyon elállnak. A fejük rövid, széles, ék alakú, a pofacsontok nagyok. A koponya lapos, az orr rövid és oldalnézetből határozottan lerövidül. Az egymástól távol elhelyezkedő szemeik nagyok és oválisak, külső széleik a fülek külső szélei felé dőlnek, és kimondottan ördögi arcuk van. Kell lennie egy jól meghatározott bajuszrésznek, egy jól fejlett pofával és szilárd állal. A devonoknak hosszú, vékony lábaik vannak és hosszú, finom, elvékonyodó farkuk, melyet rövid szőr borít.
A mai devon rexeknek sokkal jobban el van túlozva a fejformájuk a nagy és alacsonyan elhelyezkedő fülekkel, néhányuk Kirlee-hez hasonlóan örökölte az elegáns hosszúkás testét és lábait. A devon rex fajtái világszerte megváltoztak egy kicsit.

## Bunda
Más rextenyészetekhez hasonlóan a bunda a fő jellegzetességük, mely megkülönbözteti őket a többi fajtától. A legjobb példányok szőre rövid, puha, sűrű és dús szerkezetű csinos egyenletes hullámokkal, melyek egész testüket befedik, néhánynak még a lábára és tappancsára is kiterjednek a hullámok. A legtöbb devon farkán lévő szőr kicsit durva szerkezetű. A fajta standardja megengedi néhány rövid, durva szőrszál jelenlétét a bundában, de néhány esetben ezek a durva szőrszálak elterjednek az egész bundán, és nyers tapintásúvá teszik azt. Kirlee-nek nem volt elég bundája az alsó részein, és ez még mindig gyakori jelenség a fajtánál. A devonok csak kis százaléka teljesen szőrös alul, a legtöbb csak pelyhes, míg mások szinte csupaszok.
A devon rexek inkább egyfajta borostával vannak megáldva, mintsem teljes bajusszal és szemöldökkel. Hullámos bajszuk törékeny, és ritkán nő hosszabbra egy hüvelyknél, mielőtt letörik. Már a kezdetektől a devonoknak közismerten későn nőtt a bundájuk, Kirlee bundája nem is igazán fejlődött ki teljesen egészen 15-18 hónapos koráig, habár vannak kivételek, melyeknek születésük óta kifogástalan a bundájuk. Az újszülött kiscicák bundája nagyon változatos a szinte egész kopaszoktól azokig, amelyeket mindenhol kis fürtök borítanak. Csak néhány devonnak van tökéletes sűrűségű és teljesen átfogó minőségi bundája. A legtöbb rex általában teljesen kifejlődve néz ki a legjobban, ami 18 hónapos koruktól hároméves korukig terjed.
A bunda szerkezete és hossza jelentősen változik a fajták között, akárcsak a vedlés mintája. Néhányan fokozatosan vedlenek úgy, hogy gyakorlatilag észrevehetetlen, míg mások egyszerre hullatják el a szőrüket és hónapokig is bunda nélkül lehetnek, amíg az új ki nem nő. Kirlee hosszú szőrű gént hordozott magában, és különböző okok miatt hosszú szőrű macskákkal való keresztezési kísérleteket végeztek a fajta kifejlesztése során, tehát megvan a tendencia arra, hogy a devonok néhány hányadának túl hosszú legyen a bundája – a hosszúság az év különböző szakaszaiban változhat, általában a téli hónapok alatt hosszabb. Néhánynak egyszerűen egy kicsit túl hosszú a bundája, míg mások teljes nyakfodrot, térdnadrágot és szőrcsomónyi farkat növesztenek. Meg kell jegyezni, hogy bár ezek a macskák nem felelnek a standardnak, mindegyiknek megvan a maga különös varázsa.

## Ápolás
A kézzel való ápolás általában elég ahhoz, hogy bundájukat jó állapotban tartsák, de néhány hosszabb vagy gyapjasabb szőrű macskánál egy puha sörtekefével és egy finom sűrűfésűvel való ápolás szükséges lehet, hogy a bundában csinos kis hullámokat hozzanak létre, mivel a tappancsaik és az alsó részeik elszíneződhetnek. A fürdetéssel való megismertetést kiscica korukban kezdik, hogy hozzászoktassák őket a folyamathoz. Néhány rex nagyon élvezi a vizet, és úgy fog állni a vízben, mint a kutya, de mások számára félelmetes élmény lehet.

## Színváltozatok
Ennek a fajtának nincs meghatározott bunda vagy szem színe a fajtán belül, mivel a hangsúlyt a bunda fajtájának és minőségének fontosságára fektetik. Épp ezért a devon rex macskát minden színben és színkombinációban lehet tenyészteni fehér csíkozással vagy anélkül, amelynek nem kell szimmetrikusnak lennie. A választék határtalan. Kirlee fekete füstszínű volt, amilyen valójában a legtöbb korai devon volt, és ez még mindig az egyik legnépszerűbb szín.

## Allergiák
Sok ember, aki allergiás a normális szőrű macskákra, boldogan él a rexszel, de nem mindenki, és az egyetlen módja annak, hogy meglehetősen megbizonyosodjunk, az, ha némi időt töltünk egy olyan háztartásban, ahol csak rex macskák vannak. Még ez sem mindig jó útmutató, mivel lehet, hogy csak egy bizonyos macskára vagyunk allergiásak.

## Tenyésztés
Akárcsak a cornish rex, a devon rex is beltenyésztési állományból származik, így tehát lényeges, hogy rendszeres időközönként más fajtákkal is keresztezzük őket, hogy egy nagyobb génállományt vezessünk be, és hogy fenntartsuk az erőnlétet. Minden devon rexet, melyet keresztezésre használunk, a bunda minősége és típusa alapján kell kiválasztani. Minden macskának, amelyiknek a keresztezési programban használtak megnézték a vércsoportját, a feljegyzések alapján 50%-nak A, 50%-nak B típusú volt, s ezt a két vércsoportot a devon rexben is felfedezték.
Probléma akkor adódhat, ha egy A vércsoportú kiscicának B vércsoportú az anyja, mivel a B vércsoportú nőstények erős antitestekkel rendelkeznek az A vörös vércsoport ellen, mely a kiscicák halálát okozhatják, ha a kiscicáknak megengedik, hogy az anyjuk tejét szopják. Azt is fontos tudni, hogy a viszonylag ritka B vércsoportú macskák meghalhatnak, ha a leggyakoribb A típusú vérátömlesztést kapják. A devon rex gén recesszíven öröklődik, tehát minden kismacska, amelyik egy külső kereszteződésből ered, normális bundájú lesz, általában rövid szőrű változat, de hordozni fogja magában a devon rex gént, és mikor egy másik devon rexszel vagy egy devon rex variánssal pároztatják, egy bizonyos százalékú devon rex kiscica fog születni. A „változat" kifejezés azokra a macskákra értendő, amelyek különböznek a rex bundájú szüleiktől.